# Globularia fuxceesis
Globularia fuxceesis là một loài thực vật có hoa trong họ Mã đề. Loài này được Giraudias mô tả khoa học đầu tiên năm 1890.